# NGC 999
NGC 999 es una galaxia espiral intermedia ubicada en la constelación de Andrómeda, a unos 195 millones de años luz de la Vía Láctea. Fue descubierta por el astrónomo francés Édouard Stephan el 8 de diciembre de 1871.